# Soepterrine van William Mercer of Aldie
De Soepterrine van William Mercer of Aldie is een uitzonderlijke terrine omwille van verschillende redenen en is het enig bekende model van deze aard en afmetingen. De terrine werd in 2006 door de Koning Boudewijnstichting via zijn Erfgoedfonds verworven en in bruikleen toevertrouwd aan het Musée Royal de Mariemont.

## Context

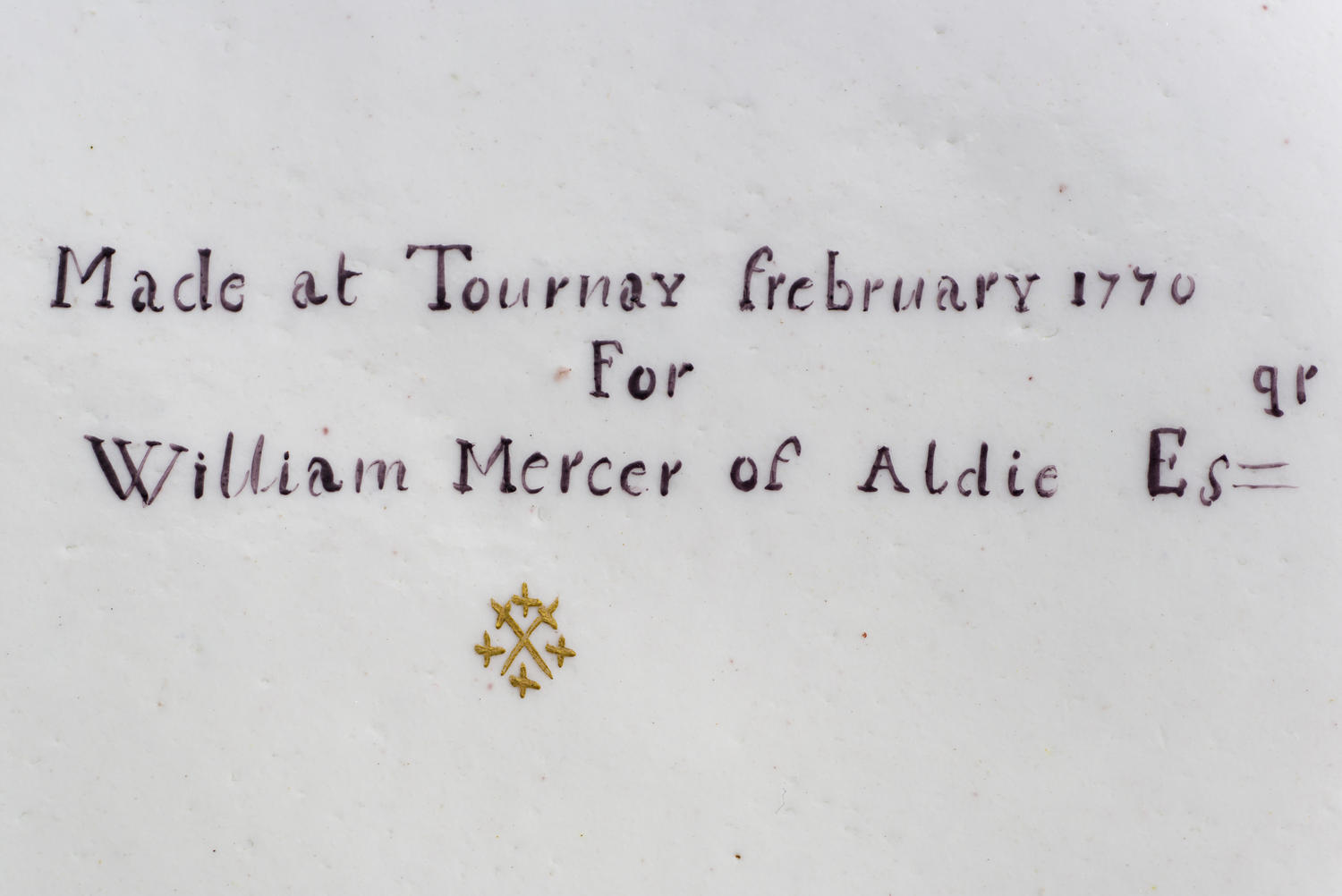
Inscriptie terug te vinden op de terrine met vermelding van WIlliam Mercer of Aldie.

Deze terinne is een prachtig voorbeeld van de 2de periode van de Doornikse porseleinproductie omstreeks 1763-1774. Enigszins bijzonder aan deze terrine is dat ze besteld werd voor een persoon en niet door de persoon en het is de enige productie met een inscriptie in een vreemde taal. "Made at Tournay february 1770 For William Mercer of Aldie Esqr. De terinne werd hoogstwaarschijnlijk besteld voor de kolonel van de Verenigde Nederlanden William Mercer of Aldie tijdens de periode dat hij gestationeerd was in Doornik. Het is tijdens diezelfde periode dat de brigade van de Verenigde Nederlanden hun hoofdkwartieren hadden in Maastricht en Doornik. Aan weerszijden van de terrine vinden we het wapenschild van William Mercer of Aldie terug.